# Macrodorcas amamiana
Macrodorcas amamiana là một loài bọ cánh cứng trong họ Lucanidae. Loài này được Nomura mô tả khoa học năm 1964.